# ارتجاج الدماغ عند ممارسة الرياضة
يعتبر ارتجاج الدماغ نوع من إصابات الدماغ الرضية حيث يشكل قلقاً متكررًا لممارسين الرياضة من الأطفال والمراهقين حتى الرياضيين المحترفين، الارتجاج المتكرر هو سبب معروف من الاضطرابات العصبية المختلفة أبرزها اعتلال الدماغ المزمن والذي أدى  تقاعد الرياضيين المحترفين إلى التقاعد المبكر والسلوك غير السوي وحتى الانتحار وكانت محاولات علاج الارتجاج صعبة لأنه من الصعب رؤيتها من خلال الأشعة السينية أو الأشعة المقطعية.
عرفت مخاطر ارتجاج الدماغ  المتكرر منذ فترة طويلة للملاكمين والمصارعين ووصف خرف ارتجاج الدماغ لأول مرة في عام 1928 وهوشكل من اعتلال الدماغ المزمن المشترك في الملاكمة والمصارعة. ازداد الوعي بمخاطر الارتجاج في الرياضات الأخرى في سنة 1990 وخاصة في منتصف ال 2000 في كل من المجتمعات الرياضية والمهنية نتيجة لدراسات أعدت على أدمغة لاعبي كرة القدم الأمريكيين المتوفين مبكرا و الذين ظهرت عليهم حالات عالية جدا من اعتلال الدماغ المزمن (انظرالارتجاج في كرة القدم الأمريكية).
وضعت أربعة من البطولات الرياضية الكبرى في كندا والولايات المتحدة الأمريكية سياسات لارتجاج الدماغ اعتبارا من 2012. يتم تحليل الرياضات المتعلقة بارتجاج الدماغ بشكل عام على أيدي مدربين رياضيين وطاقم طبي لغرض التقييم الإدراكي للدماغ باستخدام الفحص الطبي المعروف بالفحص الطبي المتعلق بارتجاج الدماغ و اختبار التوازن و قائمة تدقيق للأعراض الخطيرة.
يمكن أن تستمر أعراض الارتجاج لفترة غير محددة من الوقت وذلك يعتمدعلى اللاعب وشدة الارتجاج الذي تعرض له ويؤثرالارتجاج على طريقة عمل دماغ الإنسان.
هناك احتمال حدوث متلازمة ما بعد الارتجاج و تعرف متلازمة ما بعد الارتجاج بأنها مجموعة من الأعراض التي قد تستمر بعد حدوث ارتجاج الدماغ يمكن تصنيف أعراض مابعد الارتجاج إلى أعراض جسدية وإدراكية وعاطفية وأعراض النوم. الأعراض الجسدية تشمل: الصداع والغثيان والقيء و قد يواجه الرياضيين أعراضًا إدراكية تشمل التحدث ببطء وصعوبة في التذكر والتركيز وتشمل الأعراض العاطفية وأعراض النوم والتهيج والحزن والخمول، وصعوبة في النوم.
إلى جانب تصنيف أعراض مابعد الارتجاج تُصف الأعراض بأنها أعراض مباشرة وأعراض متأخرة. الأعراض المباشرة هي الإصابة المباشرة بعد حدوث الارتجاج مثل: فقدان الذاكرة والارتباك، وضعف التوازن أما الأعراض المتأخرة فهي الإحساس في المراحل المقبلة باضطرابات في النمو و التغيرات السلوكية ويمكن أن تستمر الأعراض المباشرة والمتأخرة لفترات طويلة من الوقت ويكون لها تأثير سلبي على العلاج، ووفقا للأبحاث التي أجريت فإن 20-25٪ من الأفراد الذين يعانون من ارتجاج الدماغ شهدوا أعراض مزمنة ومتأخرة.
 متابعة ممارسة الرياضة خلال الارتجاج يجعل الأشخاص أكثر ضعفاً لتلقي ضربة  أخرى، وهذا هوالسبب الذي أدى معظم الرياضات لاختبار الاعبين ليستطيعوا منع تلقي الضربة مرة أخرى. الضربة الثانية يمكن أن تسبب حالة نادرة تعرف باسم متلازمة الأثرالثاني، والتي يمكن أن تؤدي إلى إصابةٍ خطرة أوالموت. متلازمة الأثرالثاني هي عندما يعاني الرياضي من إصابة ثانية في الرأس قبل أن يكون لدى الدماغ الوقت الكافي للشفاء بين الهزات.
ترتبط ارتجاجات الدماغ المتكرربالاضطرابات العصبية المتنوعة بين الرياضيين، بما في ذلك اعتلال الدماغ المزمن و مرض الزهايمر والباركنسونية (اضطراب عصبي) والتصلب الجانبي الضموري.
معدل الإصابة:
تشير التقديرات إلى أن ما يقارب 1.6-3.8 مليون من ارتجاجات الدماغ تحدث في الولايات المتحدة سنويا عند ممارسة الرياضة التنافسية والأنشطة الترفيهية وهذا تقديرتقريبي حيث أن مايصل إلى 50٪ من ارتجاج الدماغ لايتم الإبلاغ عنه. وتحدث أعلى حالات ارتجاج الدماغ في الألعاب الرياضية ومنها كرة القدم الأمريكية والهوكي والرغبي وكرة القدم وكرة السلة، بالإضافة إلى ذلك يسبب الارتجاج الناجم عن الضرر الشديد الواحد والآثار الثنوية المتعددة إصابة في الدماغ.